# Girona (település)
Girona (katalán kiejtéssel: [ʒiˈɾonə]; spanyolul: Gerona [xeˈɾona]) Spanyolország autonóm közösségében, Katalóniában található Girona tartomány fővárosa, a Ter, Onyar, Galligants és Güell folyók összefolyásánál. A város hivatalos lakossága 2024-ben 106 476 fő volt, de a Girona–Salt városi terület lakossága körülbelül 156 400 főre becsülhető (2020). Girona a Gironès comarca és a vegueria Girona fővárosa is. Mivel ennek az ősi városnak a régi negyede nagy része megmaradt, Girona népszerű turisztikai célpont. A város 
99 km-re északkeletre fekszik Barcelonától.

## Története
A régió első történelmi lakói az iberek voltak; Girona az ókori Gerunda, az ausetaniak városa. Később a rómaiak erődöt építettek ott, amelyet Gerunda névre kereszteltek. A vizigótok uralkodtak Gironában, amíg 715-ben a mórok meg nem hódították. Nagy Károly 785-ben visszafoglalta, és Katalónia tizennégy eredeti megyéjének egyikévé tette. A mórok 827-ben, 842-ben, 845-ben, 935-ben és 982-ben kifosztották. Wilfred a Szőrös 878-ban Gironát a Barcelona grófsághoz csatolta.
A 11. században II. Alfonso aragóniai és I. barcelonai király Gironát városnak nyilvánította. Az ősi megye 1351-ben hercegséggé vált a Katalóniai Hercegségben, amikor III. Péter aragóniai király hercegi címet adományozott elsőszülött fiának, Jánosnak. 1414-ben I. Ferdinánd király viszont Girona hercegi címét adományozta elsőszülött fiának, Alfonsónak. A címet jelenleg Leonora asztúriai hercegnő viseli, aki a 16. század óta a második, aki ezt a címet viseli.
A legkorábbi dokumentált bizonyíték a zsidó közösség létezéséről Gironában körülbelül 885-ből származik. A 12. században a gironai zsidó közösség virágzott, és Európa egyik legfontosabb kabbalisztikus iskolája működött itt. Girona rabbija, Moshe ben Nahman Gerondi (ismertebb nevén Nahmanides vagy Ramban) Katalónia nagyrabbijává nevezték ki. A zsidó negyed (Call Jueu) köré szerveződő gironai zsidó közösség 1492-ben szűnt meg, amikor a katolikus uralkodók egész Spanyolországban betiltották a judaizmust, és a zsidóknak választaniuk kellett a megtérés vagy a száműzetés között (lásd Alhambra-rendelet). Az azt megelőző 400 évben a zsidó temető a Franciaországba vezető út mellett, az óváros északi részén, a Montjuïc-hegy (középkori katalánul: a zsidók hegye) és a Ter folyó között helyezkedett el.
Girona huszonöt ostromot élt át és hétszer került elfoglalásra. 1653-ban Charles de Monchy d'Hocquincourt, 1684-ben Bernardin Gigault de Bellefonds, 1694-ben pedig kétszer Anne Jules de Noailles vezette francia királyi seregek ostromolták. A félszigeti háború harmadik gironai ostroma során a várost 1809 májusától decemberéig 35 000 francia napóleoni katona ostromolta Vergier, Augereau és Gouvion Saint-Cyr vezetésével. A folyamatos heves bombázás ellenére Girona Álvarez de Castro vezetésével makacsul kitartott, mígnem a betegségek és az éhínség december 12-én kénytelen volt kapitulálni. Girona a francia uralom alatt, 1809 és 1813 között a Ter megye központja volt. A város nyugati oldalán lévő védelmi falakat a 19. század végén lebontották, hogy a város terjeszkedhessen, míg a keleti oldalon lévő falak érintetlenek maradtak, de elhagyták őket.
Az elmúlt években a város keleti oldalán a városfal hiányzó részeit rekonstruálták. A Passeig de la Muralla névre keresztelt út ma a régi város körüli turisztikai útvonalat képezi.

## Földrajza
A város Girona tartományban fekszik; határos Juià, Quart, Sant Julià de Ramis, Sarrià de Ter, Celrà, Fornells de la Selva, Salt, Sant Gregori és Vilablareix településekkel.

## Éghajlata
A Köppen éghajlat-osztályozás szerint Girona éghajlata nedves szubtrópusi, amely mediterrán éghajlatba megy át, enyhe téli nappali hőmérsékletekkel és hűvös éjszakai hőmérsékletekkel, valamint forró nyarakkal. Télen gyakran előfordul fagy (novembertől márciusig évente 41,3 nap), de a havazás meglehetősen ritka. A téli hőmérséklet −2 °C (28 °F)/−3 °C (27 °F) alá is csökkenhet, különösen a hőmérsékleti inverzió napjain. A nyári maximális hőmérséklet 40 °C (104 °F) felett nagyon ritka. Az átlagos éves csapadékmennyiség általában valamivel meghaladja a 700 mm-t. A legcsapadékosabb évszakok az ősz (szeptember–november) és a tavasz (április–június eleje). Zivatarok egész évben előfordulhatnak, gyakrabban nyáron, átlagosan 23,9 naponként, de általában még így is van egy jelentős száraz időszak. Ez a város körüli természetes növényzeten is látható, mivel a növénytársulások többségét a szárazságtűrő tölgyek (Quercus ilex és, kisebb mértékben, Quercus suber és Quercus pubescens) és fenyők (Pinus pinaster, Pinus pinea és Pinus halepensis) dominálják.

## Közlekedése

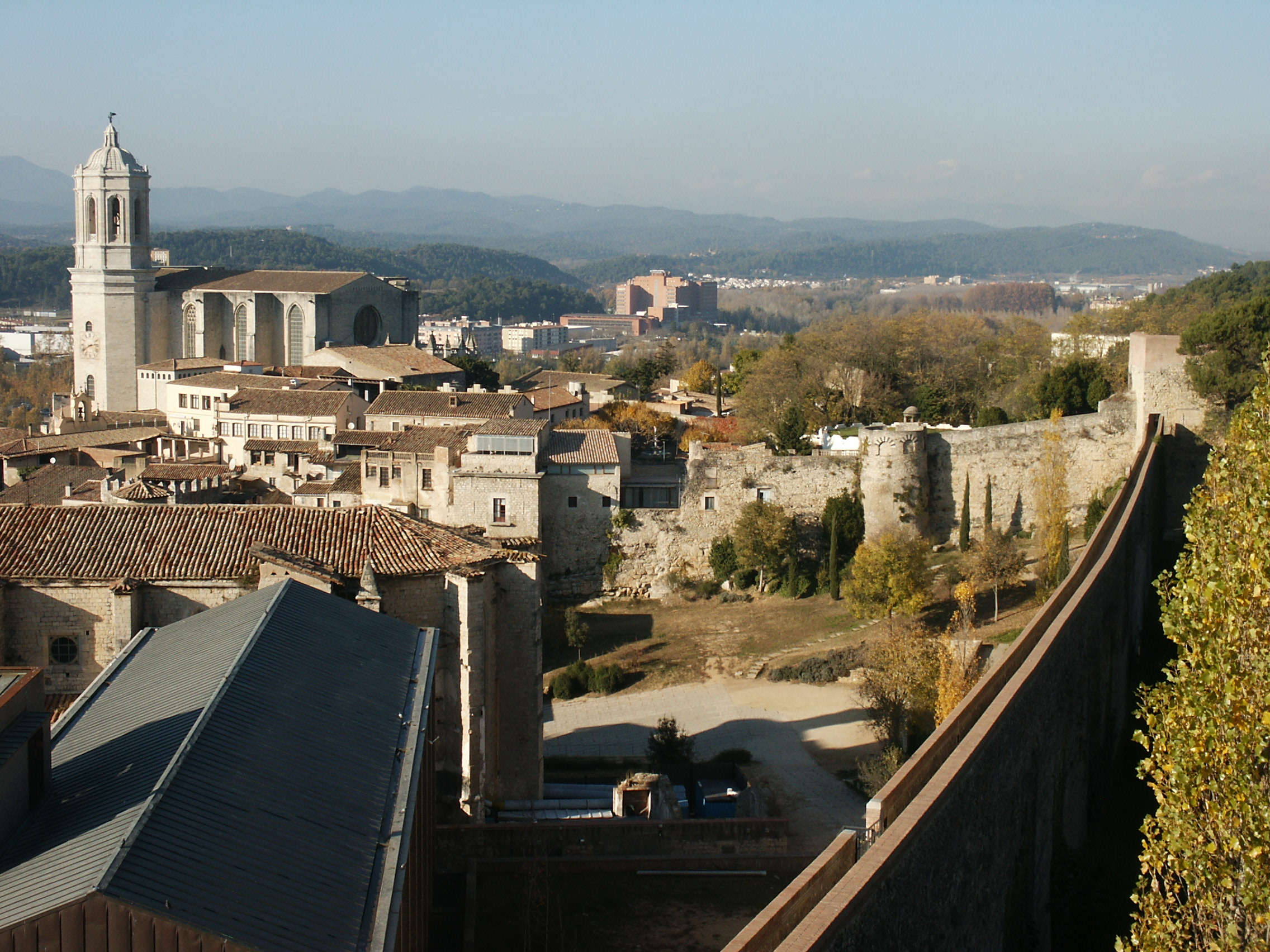
Girona nevezetességei közé tartozik a Szent Mária-székesegyház (balra) és a városfalak sétánya (jobbra)

### Közúti közlekedés
A város az AP-7-es autópálya és az N-II-es országút mentén fekszik. A város a helyi közúthálózat csomópontja is, ahonnan útvonalak vezetnek a tengerpartra és a Pireneusok felé.

### Buszok
A városban magánvállalatok által üzemeltetett, kiterjedt városi buszhálózat működik. Vannak járatok a Girona tartomány más városaiba és távolsági buszok is.

### Vasút
Girona új vasútállomása az óváros nyugati részén található. Hagyományos vonatok közlekednek Barcelonából Portbouba és a francia határig.
Girona fontos megállóhelye az AVE járatoknak is, amelyek Párizsból, Marseille-ből, Toulouse-ból és Figueres-ből Barcelonába, valamint Figueres-ből Barcelonába és Madridba közlekednek.
A Barcelonaig tartó út időtartama körülbelül 1 óra 35 perc a mindenhol megálló „Regionális” vonatokkal, 1 óra 15 perc hagyományos vonattal („Media Distancia”) vagy 37 perc az AVE-vel. Madrid 3 óra 45 perc alatt érhető el, szintén az AVE-vel.

### Repülőtér
A város repülőtere, a Girona-Costa Brava, 10 kilométerre délre található a város központjától. Főként annak köszönhetően nőtt meg jelentősen, hogy a Ryanair egyik európai központjának választotta, de aztán újra zsugorodott, miután a legtöbb járatot áthelyezték a barcelonai El Prat repülőtérre.
A Girona repülőtér körülbelül 30 perces buszútra fekszik a gironai buszpályaudvartól és vasútállomástól, valamint egy órára Barcelona központjától, 92 km-re délre. A busz Barcelona központjában, az Estació d'Autobusos Barcelona Nordnál, Barcelona fő buszpályaudvaránál áll meg.
A legtöbb diszkont légitársaság a Girona repülőtér leírásában „Barcelonát” említi.

## Fő nevezetességek
Girona népszerű úti cél a turisták és a barcelonai kirándulók körében – a vonatút Barcelona Sants és Girona között nagysebességű vonattal körülbelül negyven percet, expresszvonattal nyolcvan percet, regionális vonattal pedig kilencven percet vesz igénybe. Az óváros az Onyar folyótól keletre, a Caputxins meredek dombján áll, míg a modernebb rész a nyugati síkságon található. A városban számos szecessziós épület található, köztük Rafael Masó Farinera Teixidor című műve.

### Katedrális

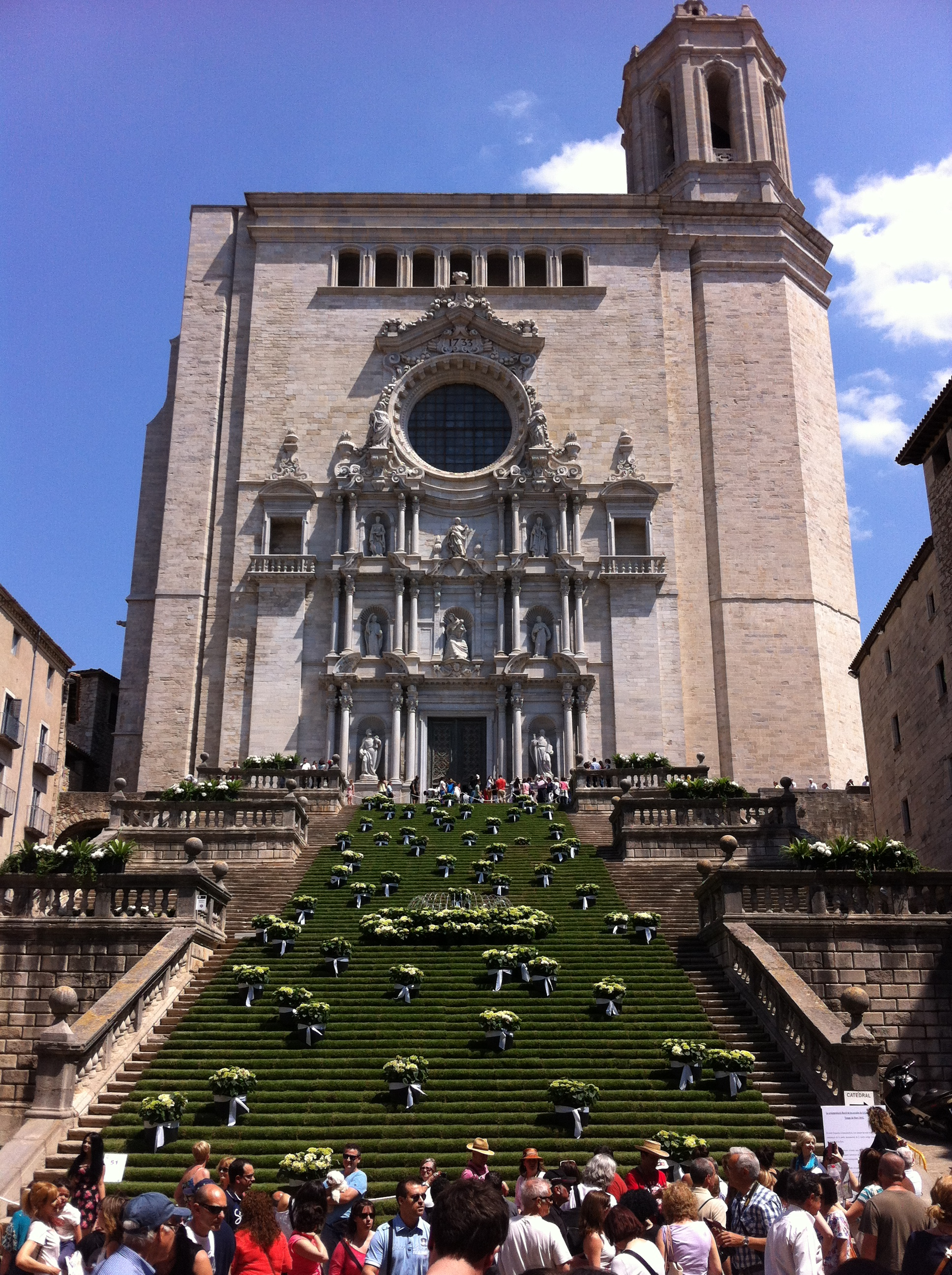
Girona katedrálisa az éves virágkiállítás idején

A jelenlegi helyén álló ősi katedrálist a mórok mecsetként használták, és végleges kiűzésük után vagy teljesen átalakították, vagy újjáépítették. A mai épület a mallorcai építész, Jaume Fabre iskola egyik legfontosabb műemléke és a katalán gótikus építészet kiváló példája. Kilencven lépcsőfok vezet fel hozzá. A kórust folyosó és kápolnák veszik körül, amely három boltívvel nyílik a hajóra, amelynek hegyes kőboltozata a kereszténység legszélesebbje (22 méter). Belső díszítései között található egy retabló, amely a valenciai ezüstműves Pere Bernec műve. Három szintből áll, szobrocskákkal és domborművekkel, öntött és kalapált ezüstből készült, baldachinos fülkékkel keretezve. Az arany-ezüst oltárfrontot 1809-ben a franciák vitték el. A katedrálisban található Ramon Berenguer és felesége sírja.

## Sport
A városban a labdarúgás széles körben népszerű. A helyi labdarúgóklub a Girona FC, mely 2017-ben feljutott a La Ligába. A klub stadionja az Estadi Montilivi.

## Híres személyek
Jan Frodeno, német származású triatlonista, olimpiai és világbajnok Gironában él családjával és itt működteti La Comuna nevű kávézóját és vendéglátó helyét.

## Népesség
A település lakosságának változását az alábbi diagram mutatja:
| Lakosok száma | 4858 | 15 506 | 18 386 | 30 648 | 34 639 | 50 338 | 70 409 | 99 013 | 101 932 | 107 032 |
|               | 1717 | 1860   | 1910   | 1936   | 1955   | 1970   | 1991   | 2017   | 2021    | 2024    |